# Astragalus cavanillesii
Astragalus cavanillesii — вид квіткових рослин з родини бобових (Fabaceae). Ареал охоплює такі країни: Іспанія (гірські хребти Андалусії).

## Середовище
Ця багаторічна трав'яниста рослина росте в заростях сосново-ялицевих лісів на вапняних ґрунтах. Інтенсивна випасна діяльність становить загрозу для виду. Близькість доріг, пов'язаних з потенційною вирубкою лісу в цій місцевості, також становить загрозу для виду. Невеликий розмір популяції робить цей таксон більш вразливим до будь-яких загроз.